# The Big Bopper
Jiles Perry Richardson Jr. (24. oktober 1930 – 3. februar 1959), bedst kendt som The Big Bopper, var en amerikansk sanger. 
I starten af 1959 rejste The Big Bopper rundt i Midtvesten i en stor showturne med andre af rockens store navne, der hjalp hinanden. Buddy Holly og hans orkester The Crickets spillede også, sammen med blandt andet Ritchie Valens. Egentlig kørte showet rundt i et par busser, men Buddy Holly blev træt af de sure busture og hyrede 2. februar et lille fly til sig selv og et par af medlemmerne af The Crickets, bl.a. Waylon Jennings. Meningen var, at de kunne komme hurtigere og mere behageligt frem til næste spillested. Efter aftenens optræden havde Valens og The Big Bopper, der var lidt småsyg, fået snakket sig til to af pladserne i flyet, der lettede kort efter midnat.
Flyet styrtede efter 4 minutters flyvning ned på en mark i Clear Lake i Iowa, og piloten og de tre passagerer døde.
The Big Boppers bedst kendte sang blev "Chantilly Lace".